# Zisterzienserinnenkloster Heidesheim
Das Zisterzienserinnenkloster Heidesheim war vom 12. bis zum 14. Jahrhundert ein Kloster der Zisterzienserinnen in Colgenstein-Heidesheim, Obrigheim (Pfalz) bei Grünstadt, Landkreis Bad Dürkheim, in Rheinland-Pfalz (nicht zu verwechseln mit der Stadt Heidesheim am Rhein). 

## Geschichte
Aus der Klostergeschichte ist wenig bekannt. Michael Frey schreibt 1836 dazu: In Heidesheim „hatte sehr frühe ein blühendes Nonnenkloster zu Unserer Lieben Frau, Cisterzienserordens, bestanden, das unter der Leitung des Abtes von Disibodenberg gewesen war. Im Jahre 1496 war das Oratorium (= Kapelle) zu Unserer Lieben Frau übrig, dessen Patronatsrecht die Abtei Disibodenberg behauptet hat.“ Die Information aus dem Jahre 1496 geht auf eine von Johann III. von Dalberg (1455–1503), Bischof von Worms und Kanzler der Universität Heidelberg, angeordnete Erhebung zurück, die im Wormser Synodale festgehalten ist. 
Heute bestehen keine baulichen Reste mehr.